# 毛野村
毛野村（けのむら）は栃木県の南西部、足利郡に属していた村である。

## 地理
- 河川：渡良瀬川、袋川

## 歴史
- 1889年（明治22年）4月1日 町村制施行により、八椚村（やつくぬぎむら）、鵤木村（いかるぎむら）、常見村、山川村、北猿田村、勧濃村、岩井村、大沼田村、大久保村、川崎村が合併し、毛野村が成立する。
- 1947年（昭和22年）9月16日 - カスリーン台風による豪雨で約100戸が濁流に巻き込まれる被害[1]。
- 1951年（昭和26年）3月30日 足利市へ編入され消滅。

## 交通

### 鉄道
国鉄（現JR東日本）両毛線東足利駅が旧村域に所在するが、当時は未開業。